# Иванов-Классик, Алексей Фёдорович
Алексе́й Фёдорович Ивано́в, псевдоним Кла́ссик (2 (14) февраля 1841 — 3 (15) января 1894) — русский писатель, известный своими юмористическими стихами.

## Биография
Отец Алексея, уроженец Любимского уезда Ярославской губернии, был крепостным крестьянином графа Бутурлина, служил в Санкт-Петербурге приказчиком. Скопив деньги, он выкупился на волю и открыл собственную торговлю сукном. Алексей родился 2 (14) февраля 1841 года в Санкт-Петербурге. Детство мальчик провёл в деревне. Благодаря полуграмотной сестре рано научился читать, один год проучился в школе. В 11 лет отец забрал его в лавку и стал приучать к торговле. К стремлению сына к самообразованию он относился весьма недоброжелательно. Алексей же любил читать, особенно ему нравилась серия «Классики русской литературы» А. Ф. Смирдина, за что соседи-приказчики из соседнего книжного магазина, дававшие ему это издание, в шутку прозвали Иванова «классиком».
После смерти отца в 1861 году Алексею досталась лавка на Апраксином рынке, но он мало интересовался торговлей. Вскоре у Иванова стали собираться увлекающиеся литературой студенты, бедные актёры, писатели (Г. Н. Жулёв, Н. И. Кроль, В. И. Немирович-Данченко) и т. п. В 1862 году во время городского пожара лавка сгорела и Иванову пришлось идти работать конторщиком в одну из кладовых Гостиного двора.
Первым печатным произведением Иванова, писавшего под псевдонимом Классика, было стихотворение «На смерть Никитина» («Санкт-Петербургский вестник», 1861). В. С. Курочкин, заметив в нём талант, пригласил его в число постоянных сотрудников «Искры». С тех пор Иванов окончательно бросил торговлю и напечатал множество стихотворений в «Петербургском листке», а также «Деле», «Будильнике» и других периодических изданиях. В 1880-х годах он печатался в юмористических журналах «Заноза», «Стрекоза», «Осколки», «Всемирная иллюстрация». Его написанные бойким стихом, обыкновенно с «гражданской» подкладкой, «песни», изданы отдельными сборниками: «Песни Классика» (1873), «На рассвете» (1882) и «Стихотворения» (1891). В 1874 году вышла его повесть «Беспутные дети». Иванов много путешествовал: был на Кавказе, в Сибири, на Украине, в Крыму, в Австрии, Италии и Германии. Свои воспоминания о поездках он собрал в книге «Весёлый попутчик» (1889).
Умер в Санкт-Петербурге 3 (15) января 1894 года от крупозного воспаления лёгких.

## Из детских разговоров
Иванов-Классик — автор стихотворения «Из детских разговоров» («В июле по деревне нашей / Спеша домой в жару дневную, / Брели два брата, Коля с Яшей, / И встретили свинью большую…»), опубликованного в сборнике «Чтец-декламатор», затем перепечатанного в 1907 году без подписи в журнале «Кадетский досуг». Это стихотворение, ставшее популярным в гимназической и юнкерской среде (см., например, свидетельство в повести Валентина Катаева «Разбитая жизнь, или Волшебный рог Оберона»), в 1922 году было переписано в тетрадь Даниилом Хармсом (с искажениями «В июле как-то в лето наше / Идя бредя в жару дневную…») и несколько раз перепечатывалось в собраниях сочинений как самое раннее из известных его стихотворений. Атетезу обосновал А. Л. Дмитриенко в статье «Мнимый Хармс».

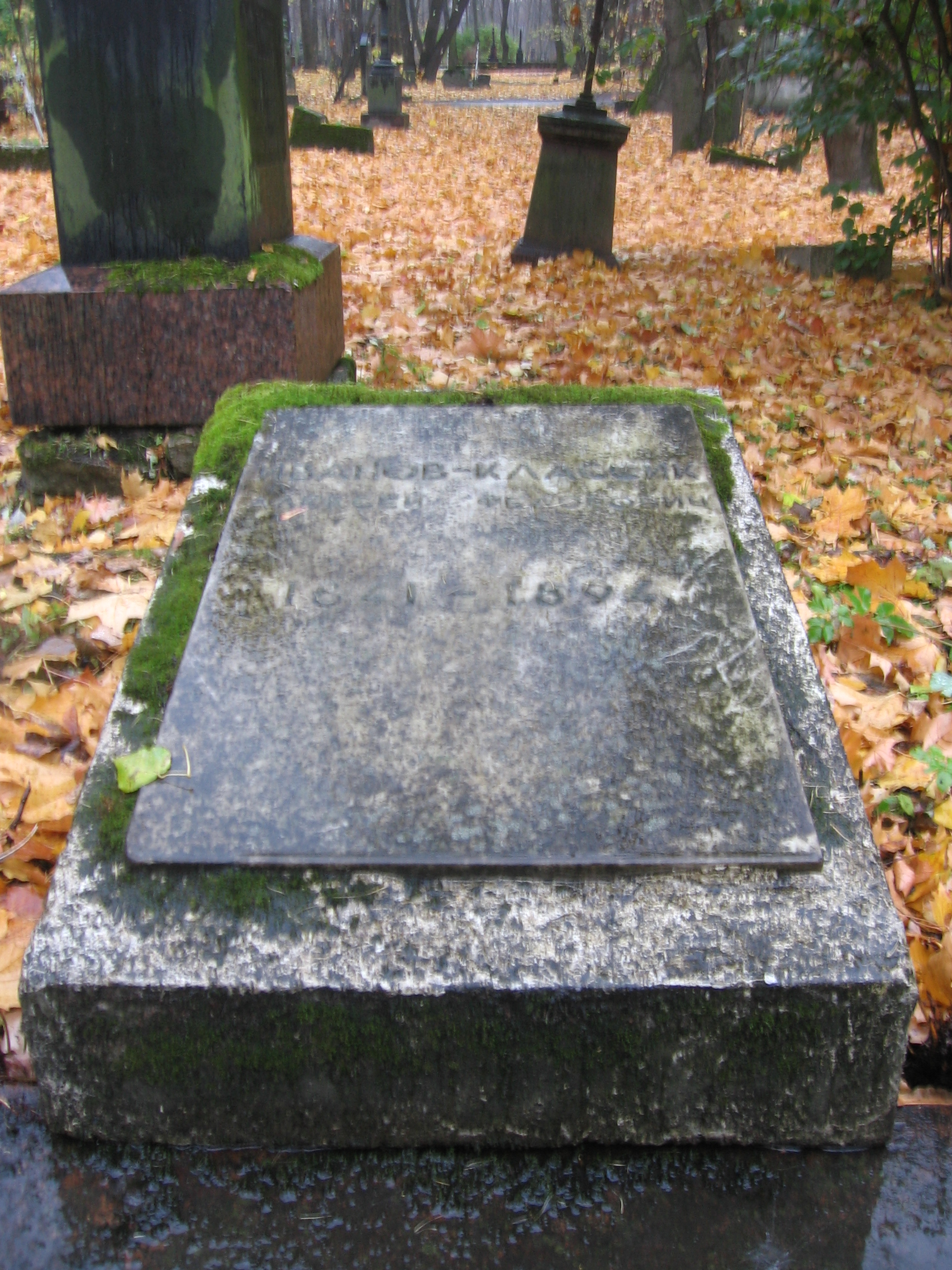
Надгробие
А. Ф. Иванова-Классика
на Литераторских мостках